# Устройство закладки кабеля

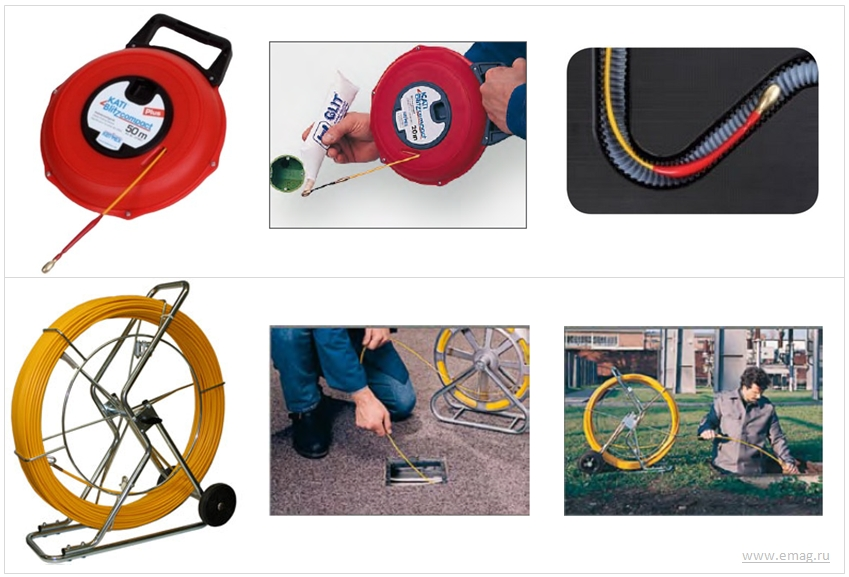
Примеры применения УЗК

Устройство закладки кабеля (УЗК) (англ. Cable Pulling Systems) — устройство, предназначенное для закладки (втягивания) кабеля в закрытые кабель-каналы, имеющие вид труб прямоугольного или круглого сечения.
Другие названия УЗК: устройство затяжки кабеля, устройство заготовки каналов.
Традиционно УЗК применяют при прокладке кабелей слаботочных телекоммуникационных сетей (СКС) за фальш-стенами, над фальш-потолками, по трубам, металлорукавам, коробам и т.п.

## Устройство УЗК
УЗК состоит из прутка (бывает стеклопластиковый, нейлоновый, металлический и из комбинации этих материалов) и насадки (гибкая или жесткая).
Тип прутка влияет на его гибкость, вес и стоимость УЗК.
Прутки из жестких (плохо гнущихся) материалов используют для протягивания кабеля в прямолинейных или заполненных кабель-каналах, в которых требуется с усилием проталкивать пруток вперед. В этом случае также используются жесткие насадки на пруток.
Прутки из гибких материалов используют для протягивания кабеля в кабельных каналах с сильными или многочисленными изгибами. В этом случае также используются гибкие насадки на пруток.
В зависимости от длины прутка (обычно от 5 до 500 м.) УЗК поставляется в катушках различной конструкции или в бухтах.
В общем случае название УЗК также применяют к приспособлениям другой конструкции, также использующимся для прокладки кабеля (например, кабельный пистолет, магнитные УЗК).

## Принцип работы УЗК
При необходимости протянуть кабель внутри закрытого (то есть не имеющего крышки по всей длине) кабель-канала сначала осуществляется его проходка с помощью УЗК: пруток УЗК проталкивается по всей длине кабель-канала. С другой стороны к насадке прутка крепится кабель. Для закрепления кабеля используют различные приспособления – кабельные чулки, разборные наконечники различных типов. После закрепления кабеля пруток УЗК втягивают обратно, таким образом, протягивая кабель внутри кабельного канала.
Если кабель-канал длинный, то для протяжки кабеля может потребоваться большее усилие, чем может обеспечить прочность прутка УЗК. В этом случае в канал сначала втягивается крепкий  металлический трос и уже за трос втягивается кабель, прикрепленный к тросу.

## Подручные приспособления для работы с УЗК
Для облегчения втягивания кабеля в кабель-каналы применяются специальные смазки для протяжки кабеля. Они не причиняют вреда оболочке кабеля, вместе с тем снижают трение при его протяжке на величину до 90%.
Для облегчения работы с УЗК также используют приспособления для быстрого захвата прутка. Они надежно захватывают пруток и не дают рукам проскальзывать при его проталкивании или вытягивании из кабель-канала.